# الحرس الوطني (فرنسا)
الحرس الوطني الفرنسي (بالفرنسية: Garde nationale)‏ هو قوة أمنية فرنسية تُستخدم لتعزيز الأمن الداخلي والاستجابة للطوارئ، وهو امتداد لتقاليد تاريخية قديمة. تم إنشاؤه بشكل رسمي بحلته الحالية في سنة 2016، وهو مكلف بمهام متعددة تتعلق بحماية المواطنين ودعم الشرطة والجيش عند الحاجة.

## التاريخ
تأسس الحرس الوطني لأول مرة في عام 1789 أثناء الثورة الفرنسية، وكان دوره الأساسي الحفاظ على النظام وحماية المدن في ظل انهيار النظام القديم. بعد الثورة الفرنسية، لعب الحرس الوطني دورًا بارزًا في تاريخ فرنسا، لكن تم حله عدة مرات وأعيد تشكيله عدة مرات وفقًا للاحتياجات الأمنية والسياسية.

### إعادة التأسيس (2016)
أعيد تأسيس الحرس الوطني في عام 2016 في أعقاب سلسلة من الهجمات الإرهابية التي استهدفت فرنسا، بهدف تعزيز الأمن الداخلي ومساعدة الشرطة في مواجهة التحديات.

## مهام الحرس الوطني الفرنسي
1. دعم الأمن الداخلي: مساندة الشرطة والدرك في حفظ النظام العام.، والمشاركة في حماية المواقع الحيوية.
2. الاستجابة للأزمات: المساهمة في إدارة الكوارث الطبيعية أو الأزمات الكبرى.
3. مكافحة الإرهاب: حماية التجمعات العامة والمشاركة في مكافحة الإرهاب.
4. تعزيز الدفاع المدني: تقديم الدعم اللوجستي والميداني في حالات الطوارئ.

## التنظيم الإداري
يتكون الحرس الوطني من أفراد متطوعين، معظمهم من المدنيين الذين يقدمون خدماتهم بجانب حياتهم اليومية، بالإضافة إلى موظفين دائمين. ويُدار الحرس الوطني بشكل مشترك بين وزارتي الدفاع والداخلية في فرنسا.

## تدريبه وتسليحه
يتلقى أفراد الحرس الوطني تدريبًا خاصًا يتوافق مع طبيعة المهام التي يقومون بها، وغالبًا ما يتم تسليحهم بناءً على متطلبات المهمة، حيث يتم التركيز على الأمن وليس العمليات القتالية.